# گاسپار کامپس
گاسپار کامپس (انگلیسی: Gaspar Campos؛ زادهٔ ۲۷ مارس ۲۰۰۰) بازیکن فوتبال است.
از باشگاه‌هایی که در آن بازی کرده‌است می‌توان به باشگاه فوتبال اسپورتینگ خیخون اشاره کرد.
وی همچنین در تیم ملی فوتبال زیر ۲۱ سال اسپانیا بازی کرده‌است.